# 木卫五十八
S/2003 J 15「木衛五十八」是环绕木星运行的一颗卫星。它在2003年被由斯科特·谢泼德領導的夏威夷大學一個天文小組發現。

## 概述
S/2003 J 15的直徑約2公里，公轉軌道的平均半徑為22.721 Gm，公轉周期699.676日，軌道傾角142°，軌道離心率為0.0932。